# Цветочный сад (Пуатье)
Цветочный сад (фр. Parc Floral) — буколический парк, одна из достопримечательностей города Пуатье во Франции. Площадь Цветочного сада составляет 3,7 гектара. Адрес Цветочного сада — 11 rue Salvador Allende, он расположен на окраине Экспо-парка. 

## История
Вначале на этой территории росли исключительно трава и деревья. Но в 1975 году на одном участке началась разработка розария, работы смогли начаться благодаря частичным пожертвованиям.
Цветочный сад, который также часто называют Розарием, был открыт в 1978 году. Исторически его открытие было связано с парком Блосаком.
В 1981 году на территории Цветочного сада разместили специальный бассейн, площадью 5 000 метров квадратных, его глубина была от 40 до 80 сантиметров, бассейн был украшен водными растениями.
Цветочный сад в городе Пуатье изначально занимал площадь 3,5 гектара. Его коллекция состоит из 9 000 тысяч розовых деревьев и 465 видов других растений. Среди них есть ирис, лилии, пионы, георгины. На территории цветочного сада растет около 100 деревьев и кустарников. На территории сада также размещены декоративные озера.
В 1999 году территория Цветочного сада была расширена до 3,7 гектар.
Ежегодно, в марте проводится демонстрация обрезки роз.
В 2017 году сад был сильно реорганизован, проводилось обновление растений, была модернизирована композиция. Высажено свыше 6 тысяч новых видов растений. Существует интерактивная карта Цветочного сада, которая помогает посетителям этой территории найти нужные растения. Растения в парке обладают своим QR-кодом. На территории Цветочного сада создан розарий с 400 сортами роз. Представлена коллекция однолетних и двухлетних растений. Есть специальный лабиринт трав, интересный для посетителей. Цветочный сад обогащается цветочными растениями ежегодно.
На территории Цветочного сада есть водяные лилии, лягушки, утки, установлены скамейки для отдыха. Можно посещать парк с домашними животными на поводке.
Цветочный сад расположен по адресу 11 rue Salvador Allende.
Вход в цветочный сад открыт на протяжении всего года. Вход — бесплатный. С 1 ноября по 28 февраля вход на территорию открыт с 8:15 до 17:00, а с 1 марта по 31 октября с 7:45 до 20:15. По саду возможна экскурсия с гидом, на которую желательно записываться заранее, так как количество мест ограничено.
Парк может быть закрыт при плохих метеорологических условиях.